# Gideon Klein
Gideon Klein (Přerov, 6 dicembre 1919 – Fürstengrube, gennaio 1945) è stato un pianista e compositore cecoslovacco.

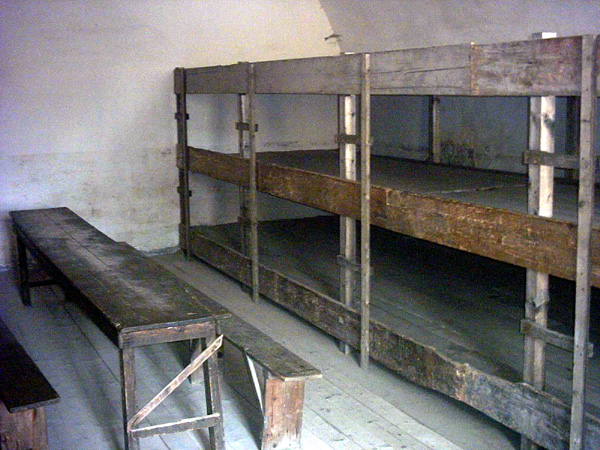
Una stanza del campo di concentramento di Theresienstadt

Nato a Přerov da una famiglia di origine ebraica, fin dalla più giovane età dimostra un grande talento musicale, studia pianoforte con Růžena Kurzová and Vilém Kurz e composizione con Alois Hába.
Nel 1940 è costretto ad abbandonare i propri studi accademici a casa delle leggi razziali che vietavano gli studi superiori agli ebrei dopo l'occupazione nazista della Cecoslovacchia avvenuta nel marzo 1939. A causa del divieto di esibirsi per i musicisti ebrei Klein in quel periodo si esibì con diversi pseudonimi.
Sempre nel 1940 gli viene offerta una borsa di studio alla Royal Academy of Music di Londra, ma la sua emigrazione viene impedita dalle vigenti leggi naziste del periodo.
Nel dicembre 1941 viene deportato nel Campo di concentramento di Theresienstadt dove assieme all'allievo di Leoš Janáček Pavel Haas e all'allievo di Schoenberg Viktor Ullmann diventa uno dei migliori compositori del campo di concentramento, dove dava concerti in segreto. In seguito il campo divenne uno dei pochi dove i nazisti permettevano attività artistiche. Durante questo periodo Klein compose musica per trio e quartetto d'archi e una sonata per pianoforte.
Nel 1944 viene deportato prima nel Campo di concentramento di Auschwitz e quindi a Fürstengrube nell'ottobre 1944, meno di due settimane dopo che aveva composto il suo terzetto d'archi. Muore a gennaio del 1945 in circostanze poco chiare durante la liquidazione nazista del campo di Fürstengrube.
Prima del suo trasferimento ad Auschwitz affida i suoi manoscritti a Irma Semtska, all'epoca sua fidanzata nel campo di Theresienstadt, quest'ultima alla fine della guerra consegna gli scritti a Eliska, sorella di Gideon.

## Composizioni
- Quattro Movimenti per Quartetto d'Archi (1936–1938), CHF
- Topol (The Poplar Tree), melodramma per narratore e piano (1938)
- Duo per Violino e Viola (1940)
- Preludio per Viola Solo(1940)
- Divertimento for Eight Wind Instruments (1940)
- Three Songs for High Voice and Piano, Opus 1 (1940)
  - I. The Fountain (Johann Klaj)
  - II. In the Midst of Life (Friederich Hölderlin)
  - III. Darkness Descending (Johann Wolfgang Goethe), Czech translations Erich A. Saudek
- Quartetto d'Archi, Opus 2 (1941)
- Duo per Violino e Violoncello (1941) incompleta
- Coro Maschile [arrangiamenti di canzoni popolari ceche e russe] (1942)
- Bachuri Le'an Tisa (Young Man, Where are you Going?), setting of Hebrew text for 3-part female choir (1942)
- Madrigal for Two Sopranos, Alto, Tenor and Bass to words by François Villon, Czech translation by Otokar Fischer (1942) 2'
- The First Sin, for male voice choir on a Czech folk poem (1942) 4'
- Fantasia e Fuga per Quartetto d'Archi (1942–1943) 8'
- Wiegenlied [arrangement of a Jewish lullaby, set in Hebrew] (1943)
- Piano Sonata (1943), PA 9'
- Madrigal for Two Sopranos, Alto, Tenor and Bass to words by Franz Holderlin, Czech translation by Erich A Saudek (1943) 3'
- Spruch (A Saying) for mixed choir (1944)
- Trio per Violino, Viola e Violoncello (1944) 11'
- Partita (Trio for Violin, Viola and Cello in arrangement for chamber orchestra by Vojtěch Saudek)